# R·J·贝瑞
罗伯特·詹姆斯·贝瑞（英語：Robert James "Sam" Berry，常称为R·J·贝瑞，1934年10月26日—2018年）是一位英国遗传学家、自然学家和基督教神学家，1974–2000年间为伦敦大学学院教授，1982–1985年间任倫敦林奈學會会长。